# دنا غير صبغي

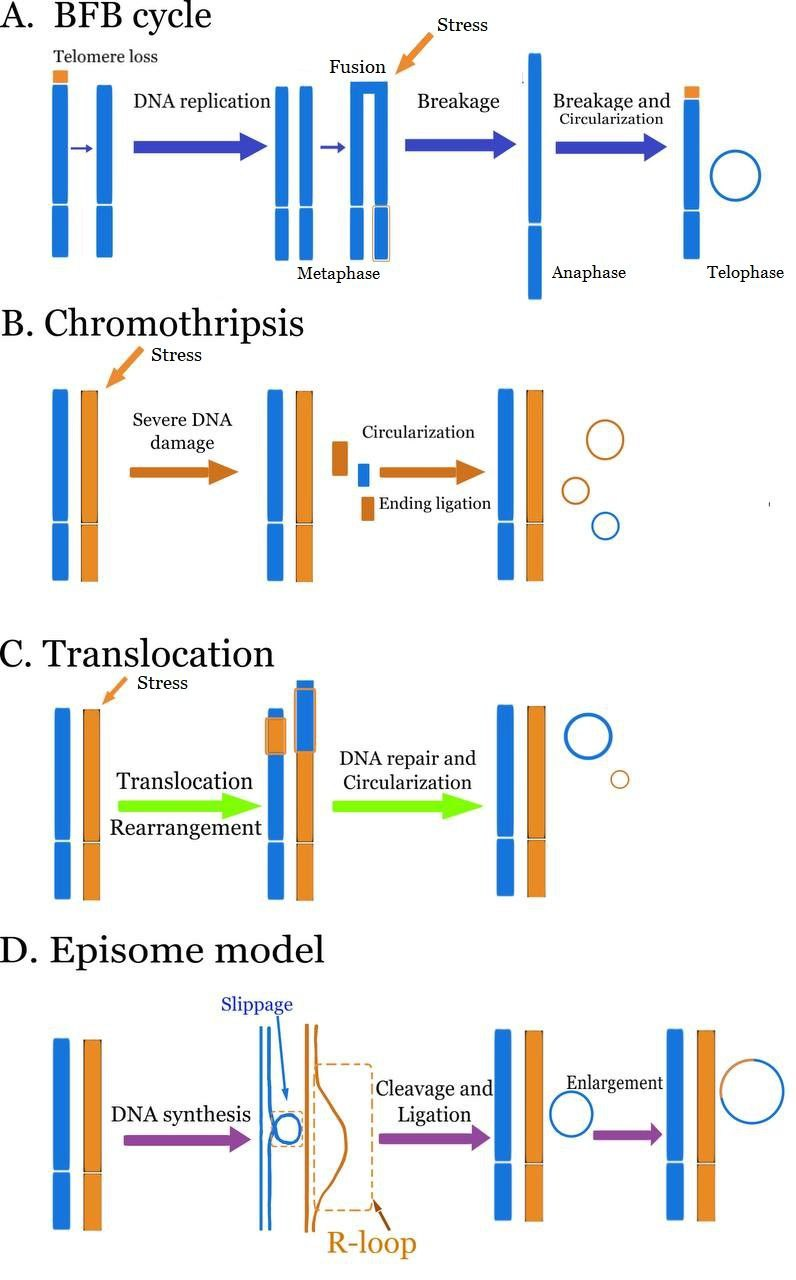
Mechanisms of eccDNA (بالكتالونية)

الدنا غير الصبغي (بالإنجليزية: Extrachromosomal DNA)‏ هو أي دنا يتواجد خارج نواة الخلية، ويسمى كذلك دنا خارج النواة أو الدنا السيتوبلازمي. يتواجد معظم الدنا في جينوم فرد معين على شكل كروموسومات داخل النواة، لكن للدنا المتواجد خارج النواة وظائف بيولوجية مهمة.
لدى بدائيات النوى، يتواجد الدنا غير الصبغي وغير الفيروسي أساسًا لدى البلازميدات، أما عند حقيقيات النوى فيتواجد الدنا غير الصبغي في العضيات الخلوية. ويعتبر دنا المتقدرة المصدر الأساسي للدنا غير الصبغي لدى حقيقيات النوى. تدعم حقيقةُ أن للمتقدرة دنا خاصا بها فرضيةَ أن المتقدرة نشأت كخلايا بكتيرية ثم ابتلعتها خلايا سلفية حقيقية النوى. يستخدم الدنا غير الصبغي في أبحاث التضاعف لسهولة تحديده واستخلاصه.
وُجد أن للدنا غير الصبغي بنية هيكلية مختلفة عن دنا النواة وأن الدنا السيتوبلازمي أقل عرضة للمثيلة من الدنا المتواجد في النواة، كما تم تأكيد أن تسلسلات الدنا السيتوبلازمي مختلفة عن دنا النواة لدى نفس الكائن، وهذا يوضح أن جزيئات الدنا السيتوبلازمي ليست قطعا من دنا النواة.
فضلا عن تواجد الدنا خارج نواة الخلية، تمثل العدوى بجينومات فيروسية مثالا للدنا غير الصبغي.